# Selma Lagerlöf
Selma Ottilia Lovisa Lagerlöf (n. 20 noiembrie 1858, Östra Emterwik, Värmland - d. 16 martie 1940) a fost o scriitoare suedeză, prima femeie care a primit Premiul Nobel pentru Literatură (1909) și prima femeie membră a Academiei Suedeze (1914).
Opera sa posedă puternice tendințe moral-educative, cultivând trecutul legendar, conservarea valorilor perene și tradiția.
A scris romane de factură epopeică, pline de fantezie și lirism, cu rezonanțe din vechile legende scandinave.
De asemenea, a mai scris proză pentru copii, îmbinând într-o viziune poetică unică o lecție metaforică de geografie, istorie și cultură.
"... ca prețuire pentru nobilul său idealism, bogăția fanteziei și expunerea spirituală care îi caracterizează opera"...

## Date biografice
Selma Lagerlöf s-a născut în Mårbacka (Värmland) la 20 noiembrie 1858. Tatăl ei, locotenentul Lagerlöf, era vesel, activ, sociabil, cu o fantezie bogată, îi plăcea să cânte și să se joace cu copiii. Mama sa era serioasă, muncitoare, înțeleaptă și avea o adâncă înțelegere pentru problemele sufletești ale celorlalți. Bunica sa după tată era o adevărată comoară de legende și cântece populare. Conacul părintesc din Mårbacka apare în toate amintirile ei din copilărie. Casa cu etaj, cu acoperișul învelit cu turbă, cu oameni veseli, cuviincioși și muncitori, apare uneori direct în opera sa. Când Selma avea trei ani, se trezi într-o dimineață cu un picior paralizat, maladie de care nu s-a vindecat complet niciodată. Din acest motiv, Selma nu a frecventat cursurile unei școli, ci a învățat acasă. De mică a citit mult, cărți de aventuri pline de fantezie, O mie și una de nopți, cărțile lui Walter Scott, povestirile lui Andersen. Încă de la 15 ani a început să scrie versuri (nereușite) și și-a propus să devină scriitoare. Dorința de a-și face o situație și starea economică precară a familiei au determinat-o, în 1881, să plece la Stockholm, unde a urmat un an cursurile unui liceu pentru fete și trei ani cursurile Școlii pedagogice. Din 1885 până în 1895 a fost învățătoare într-o școală de fete la Landskrona. În această perioadă a scris "Gösta Berlings saga" (1891). Cartea a fost primită cu răceală de către critică; de exemplu Carl David  af Wirsen face o recenzie nimicitoare. Faptul acesta se explică prin aceea că Selma Lagerlöf, începând să scrie cartea, a simțit că nu se poate încadra în canoanele literare ale epocii, povestirile ei, atât de intim legate de copilărie și de adolescență, aveau nevoie de o libertate  de expresie asemănătoare cu aceea a legendelor populare, aveau nevoie de aerul de saga, de libertate. Abia la doi ani după apariția acestui "eșec literar", un traducător danez a tălmăcit cartea în daneză și astfel "Gösta Berlings" a ajuns pe masa de lucru a lui Georg Brandes, cel mai autorizat critic literar din vremea sa, iar recenzia favorabilă a acestuia a adus consacrarea definitivă a cărții.
În opera Selmei Lagerlöf predomină povestirea, legenda. Din motive didactice, scrie o carte de lecturi geografice despre Suedia, plină de amintiri istorice și de excelente descrieri ale pământului suedez. Micii sau marii cititori ai acestei cărți, nici nu-și imaginează că a fost scrisă pentru școala elementară. Cartea a fost tradusă în foarte multe limbi și este cea mai cunoscută lucrare a Selmei Lagerlöf: Nils Holgersson underbara resa genom Sverige (Minunata călătorie a lui Nils Holgersson prin Suedia) (1907). 
Pentru deosebitele ei merite, Selma Lagerlöf a primit titlul de Doctor Honoris Causa și a devenit membru al Academiei   Suedeze (1914). În 1939, Selma Lagerlöf a salvat-o de la exterminarea de către regimul nazist pe scriitoarea germană Nelly Sachs, care s-a refugiat la Stockholm. Selma Lagerlöf a decedat în 1940.

## Opera
- Gösta Berling saga (Povestea lui Gösta Berling) (1890-1891)
- Osynliga länkar  (Lanțuri nevăzute) (1894)
- Antikrists mirakler (Miracolele lui Anticrist) (1897)
- Jerusalem(1901-1902)
- Nils Holgersson underbara resa genom Sverige (Minunata călătorie a lui Nils Holgersson în Suedia) (1906-1907)
- Kristuslegender (Legende despre Cristos) (1904)
- Herr Arnes penningar (Banii domnului Arne)  (1904)
- Liljecronas hem (Casa din Lilliecrona) (1911)
- Kejsarn av Portugallien (Împăratul Portugaliei) (1914)
- Mårbacka (1922)
- Charlotte Löwensköld (1925).
- Löwensköldska ringen (Inelul familiei Löwensköld) (1925)
- Anna Svärd  (1928)

## Traduceri
- Povestea lui Gösta Berling, traducere Nicolae Filipovici, București, Editura pentru literatură universală, 1965, 1968;
- Charlotte Löwensköld, traducere Maria și Petre Banuș, București, Minerva, 1972;
- Legende despre Iisus, traducere I. Constantinescu, Craiova, Editura Universalia, 1990;
- Ierusalim, traducere Florin Rotaru, București, Editura Biblioteca Bucureștilor, 1998.
- Minunata calatorie a lui Nils Holgersson prin Suedia, traducere Nicolae Filipovici si Dan Faur, Bucuresti, Editura Tineretului, 1961